# Skuttunge missionsförsamling
Skuttunge missionsförsamling bildades 1884 i Skuttunge landskommun och har sedan dess haft ett nära samarbete med Björklinge missionsförsamling. De båda är i praktiken en enhet och kallas ofta Björklinge-Skuttunge missionsförsamling.